# 玛丽·莫拉
玛丽·莫拉（Mary Moraa，2000年6月15日—），肯尼亚女子田径运动员，2017年世界U18田径锦标赛女子400米银牌得主、2022年世界田径锦标赛女子800米铜牌得主、2022年英联邦运动会女子800米金牌得主。